# Fissidens cagoui
Fissidens cagoui är en bladmossart som beskrevs av F. Müller, Pursell och Bruggeman-nannenga 2003 [2004. Fissidens cagoui ingår i släktet fickmossor, och familjen Fissidentaceae. Inga underarter finns listade i Catalogue of Life.